# Ericus Olavi Podolinus
Ericus Olavi Podolinus, född 1605, död 1682 i Frinnaryds församling, Jönköpings län, var en svensk präst i Frinnaryds församling.

## Biografi
Ericus Olavi Podolinus föddes 1605. Han var son till kyrkoherden Olavus Johannis Vadstenensis i Ekeby församling. Podolinus blev 1625 student vid Uppsala universitet och prästvigdes 1633. Han blev pastorsadjunkt i Ekeby församling 1651 och komminister i Skeda församling 1637. Podolinus blev 1656 kyrkoherde i Frinnaryds församling, Frinnaryds pastorat och avled 1682 i Frinnaryds församling.
Enligt ett protokoll från 22 januari 1668 gavs han en varning för sitt alkoholmissbruk och vårdslöshet i tjänsten. I protokollet nämns att han bland annat läst en bön för barn vid en begravning och nästan fallit i graven.